# Zdeněk Špinar
Zdeněk Vlastimil Špinar (ur. 4 kwietnia 1916 w Čáslavie, zm. 14 sierpnia 1995 k. České Kamenicy) – czeski paleontolog. Zajmował się przede wszystkim wymarłymi płazami bezogonowymi.

## Życiorys
Od 1935 r. studiował biologię i chemię na Uniwersytecie Karola w Pradze. Ukończył studia w 1939 r., ale dyplom otrzymał dopiero w 1945 r.. W latach II wojny światowej pracował przymusowo jako robotnik przy budowie dróg oraz jako nadzorca w zakładach chemicznych. W 1968 został doktorem na macierzystej uczelni. Zmarł 14 sierpnia 1995 w swojej letniej rezydencji koło miejscowości Česká Kamenice.

## Dorobek naukowy
Pierwsze prace Špinara dotyczyły wymarłych bezkręgowców, ale z czasem (pod wpływem prof. Josefa Augusty) zainteresował się wymarłymi płazami. Pierwszą pracę na ich temat, poświęconą morawskim Discosauriscidae, opublikował w 1952 r. W tej pracy Špinar udowodnił, że Discosauriscidae były płazami, a nie gadami, jak wtenczas jeszcze uważano. Dalsze prace dotyczyły wymarłych żab, których liczne i doskonale zachowane skamieniałości odkryto w północnej części Czech, w osadach datowanych na oligocen i miocen. W 1972 r. ukazała się monografia będąca podsumowaniem tych prac, poświęcona trzeciorzędowym żabom środkowej Europy. W pracy tej opisał skamieniałości 1100 dorosłych osobników i 80 kijanek, zaliczanych do wymarłych przedstawicieli płazów bezogonowych, głównie z rodzin Palaeobatrachidae i Pelobatidae.
Špinar opublikował szereg podręczników paleobiologii kręgowców, a także książki popularnonaukowe. Współpracował z uznanymi ilustratorami, Zdenkiem Burianem i Ludomirem Dédkiem. Książki te były tłumaczone na wiele języków, w tym na polski.

## Wybrane prace
- Úvod do zoopaleontologie: Určeno pro posl přírodověd fak Karlovy univ v Praze. SPN, 1965 ss. 148
- Stromatoporoidea moravského devonu (1949)
- Eopelobates bayeri, nová žába z českých třetihor. Přírodověd. vydav., 1952
- Revise některých moravských Diskosauriscidů [Labyrinthodontia]. Přírodověd. vydav., 1952
- Základy paleontologie bezobratlých. ČSAV, 1960
- Systematická paleontologie bezobratlých. Academia, 1966
- Tertiary Frogs from Central Europe. Academia, Prague; D.W. Junk, The Hague, 1972 ss. 286
- Zdeněk Vlastimil Špinar, Zdeněk Burian, Ema Echsnerová: Leben in der Urzeit. Urania-Verlag, 1975 ss. 228
- Richard Estes, Zdeněk V. Špinar, Eviatar Nevo. Early Cretaceous Pipid Tadpoles from Israel (Amphibia: Anura). Herpetologica 34, 4, 374-393 (1978) link
- Zdeněk Vlastimil Špinar, Zdeněk Burian: Zanim pojawił się człowiek. Państwowe Wydawnictwo Rolnicze i Leśne, 1975
- Fossile Raniden aus dem oberen Pliozän von Willershausen (Niedersachsen). Stuttgarter Beiträge zur Naturkunde. Serie B, Stuttgart 1980 ss. 53
- Wolfgang Böhme, Zbynĕk Roček, Zdenĕk V. Špinar. On Pelobates decheni Troschel, 1861, and Zaphrissa eurypelis Cope, 1866 (Amphibia: Salientia: Pelobatidae) from the Early Miocene of Rott near Bonn, West Germany. Journal of Vertebrate Paleontology 2, 1, 1-7 (1982) link
- Zdeněk Vlastimil Špinar, Zdeněk Burian: Paleontologie obratlovců: celost vysokošk učebnice pro stud přírodověd fakult. Academia, 1984
- Charles A. M. Meszoely, Zdeněk V. Špinar, Richard L. E. Ford. A New Palaeobatrachid Frog from the Eocene of the British Isles. Journal of Vertebrate Paleontology 3, 3, 143-147 (1984) link
- Zdeněk V. Špinar, Jozef Klembara, Štefan Meszároš. A New Toad from the Miocene at Devínska Nová Ves (Slovakia). Západné Karpaty, séries paleont. 17, 135-160 (1993)
- Zdeněk Vlastimil Špinar, Jiří Bumbálek, Philip J. Currie, Jan Sovák: Velcí dinosauři: příběh evoluce gigantů. Aventinum, 1999 ISBN 80-7151-082-3
(polskie wydanie: Zdeněk V. Špinar, Philip J. Currie, Jan Sovák: Wielkie dinozaury. Dzieje ewolucji gigantów. Warszawski Dom Wydawniczy, 1994 ISBN 83-85558-18-7)
- Zdeněk Vlastimil Špinar, Zdeněk Burian: Velká kniha o pravěku. Aventinum, 2000 ISBN 80-7151-171-4